# ثوم صخري كاذب
الثوم الصخري الكاذب (باللاتينية: Allium pseudocalyptratum) هو أحد أنواع جنس الثوم من الفصيلة الثومية. يعد من أنواع الثوم البري.

## البيئة والانتشار
موطنه جنوب بلاد الشام.